# Hemerobius flaveolus
Hemerobius flaveolus is een insect uit de familie van de bruine gaasvliegen (Hemerobiidae), die tot de orde netvleugeligen (Neuroptera) behoort. 
Hemerobius flaveolus is voor het eerst wetenschappelijk beschreven door Banks in 1940.